# Afrobeata firma
Afrobeata firma is een spinnensoort in de taxonomische indeling van de springspinnen (Salticidae).
Het dier behoort tot het geslacht Afrobeata. De wetenschappelijke naam van de soort werd voor het eerst geldig gepubliceerd in 1994 door Wanda Wesołowska & Antonius van Harten.